# Zanzibars fodboldlandshold
Zanzibars fodboldlandshold er Zanzibars nationale hold, som er organiseret i Zanzibar Football Association.
Zanzibar er ikke medlem af FIFA og kan derfor ikke deltage i verdensmesterskaberne i fodbold.
Øen Zanzibar er en del af nationen Tanzania, som er medlem af FIFA.
Før sammenslutningen af Zanzibar og Tanganyika, under navnet Tanzania, i 1964, var Zanzibar fuldgyldigt medlem af Confederation of African Football (CAF), men har aldrig kvalificeret sig til deltagelse i African Nations Cup.
Zanzibar var associeret medlem af CAF mellem 2007 og 2009 og er for nuværende (2010) foreløbigt medlem af NF-Board og International Football Union (IFU).
Zanzibars fodbold-beklædning bliver udført og leveret af det danske tøjfirma Hummel.
| Fodbold | Spire Denne artikel om et fodboldlandshold er en spire som bør udbygges. Du er velkommen til at hjælpe Wikipedia ved at udvide den. |